# Mark Schlereth
(en) Statistiques sur pro-football-reference
Mark Schlereth (né le 25 janvier 1966 à Anchorage en Alaska) est un joueur de football américain qui évoluait au poste d'offensive guard dans la National Football League (NFL).
Ayant joué à l'université de l'Idaho pour l'équipe des Vandals, il est sélectionné au dixième tour de la draft 1989 de la NFL par les Redskins de Washington. Devenu titulaire à plein temps avec les Redskins à partir de la saison 1991, il remporte avec eux le Super Bowl XXVI. Après six saisons avec les Redskins, il rejoint les Broncos de Denver, avec lesquels il remporte deux autres titres du Super Bowl. De nombreuses opérations aux genoux le forcent à se retirer après la saison 2000, après 12 saisons dans la NFL.
En 2009, il est nommé dans l'équipe du 50e anniversaire des Broncos. Il est présentement analyste de football américain sur Fox Sports.